# Michał Kozal
Pour les articles homonymes, voir Bienheureux Michel.
Michel Kozal, (25 septembre 1893 - 26 janvier 1943), était un évêque polonais, mort en déportation à Dachau. Il est vénéré comme bienheureux et martyr par l'Église catholique.

## Biographie
Né en Pologne en 1893 dans une famille rurale, il fut ordonné prêtre en 1918 et nommé dans la ville de Bydgoszcz.
Le pape Pie XII le nomma évêque auxiliaire de Włocławek et évêque titulaire de Lappa (de) à la veille de la Seconde Guerre mondiale, au moment où Adolf Hitler envahissait la Pologne. Or la région de Włocławek se trouvait dans la partie annexée par le Troisième Reich.
Comme de nombreux autres religieux, il fut d'abord arrêté et torturé, puis enfermé dans des couvents, à Włocławek, Ląd, et Berlin avant d'être déporté au camp de Dachau le 3 avril 1941.
Il y reste presque deux ans, assurant son ministère auprès des autres déportés.
Très affaibli, il fut achevé par une injection, le 26 janvier 1943 à l'infirmerie du camp.

## Béatification - Fête
- Michel Kozal fut béatifié le 14 juin 1987, par le pape Jean-Paul II à Varsovie lors de la clôture solennelle du congrès eucharistique. Le pape a dit de lui qu'il le considérait comme un martyr ayant témoigné d'une fidélité inébranlable au Christ.

- Sa fête a été fixée au 26 janvier.

## Sources
- Osservatore Romano, 1987, no 28, p. 11-12
- Documentation catholique, 1987, p. 753